# 바티칸 약국

바티칸 약국(라틴어: Farmacia Vaticana)은 바티칸 시국에 유일하게 존재하는 약국으로 1874년 천주의 성 요한 수도회의 에우세비오 루드비그 프론멘에 의해 설립되었다. 바티칸 소식통에 따르면, 세계에서 제일 바쁘고 붐비는 약국으로 하루에 평균 2000여 명의 고객이 찾아온다고 한다.
이 약국은 매달 이탈리아, 스페인, 오스트리아에서 양성된 약사들이 지은 6천여 가지의 처방약들로 채워진다. 약국 건물 안에는 이 약국과 바티칸 건강 진료 센터에서 외래 환자 병동을 맡은 수도자들이 거주하는 숙소가 있다. 바티칸에 고용된 사람들과 연금 생활자들은 매달 일정액을 내는 대신 병원과 치과 진료 그리고 처방된 약을 무료로 받는다.

## 역사
바티칸 약국은 ‘로마 문제’가 절정에 이르렀던 1874년에 설립되었으며, 당시 국무성성 장관이었던 자코모 안토넬리 추기경은 바티칸에 거주하는 교황과 추기경들을 위해 의약품 공급을 책임질 사람으로 천주의 성 요한 수도회 소속 수사인 에우세비오 루드비그 프론멘에게 부탁하였다. 교황은 로마가 이탈리아 왕국에 합병되었을 때, 이탈리아 정부와 다툼이 있었던 1870년부터 바티칸에 감금되다시피 지냈다.
바티칸 약국은 1892년까지 겨우 저장실 하나만 있었으며, 이에 바티칸의 교황과 추기경들, 주교들에게 보건 서비스를 제공하려고 영구적인 사무소가 확립되었다. 1917년, 바티칸 약국은 바티칸의 주요 개폐문인 성 안나의 문 쪽으로 옮겨졌다. 그 당시, 바티칸 약국은 로마 시내에서는 구하기 어려운 약을 구할 수 있었던 곳으로 매우 유명하였다. 심지어는 오늘날까지 이탈리아 정부의 복잡하고 관료주의적인 의약품 승인 절차 때문에 바티칸 약국은 종종 다른 이탈리아 약국들과는 달리 의약품을 몇 달치에서 몇 년치까지 보유하고 있다.
1929년 라테란 조약 체결 이후, 바티칸 약국은 현재의 장소인 바티칸 중앙 우체국 뒤편의 바티칸 슈퍼마켓 맞은편에 있는 벨베데레 궁전 안으로 이동하였다. 이탈리아 약국들과는 달리, 바티칸 약국은 외국의 처방약들이 차지하고 있다.
한편, 약초 학자 교황이라 불리던 교황 니콜라오 3세는 1277년에 로마의 모든 약국을 감독하고 자신의 건강을 돌보았다고 전해진다. 만약 이때를 기준으로 삼는다면 바티칸 약국은 세계에서 제일 오래된 약국이라 할 수 있을 것이다.

## 적격
바티칸 시민권자가 없는 사람은 특별 등록 사무소에서 발급하는 임시 통행권을 손에 넣고, 또 처방전과 신분증을 소지해야 약국을 이용할 수 있다. 바티칸의 개인 의료 관리 제도에 가입한 10,000명은 약국을 영구적으로 이용할 수 있는 통행권을 가지고 있다.
바티칸 시국에는 세금이 없어서 바티칸 약국에는 관세가 없다.